# Fisierung zum Seewasen zu Stuttgart

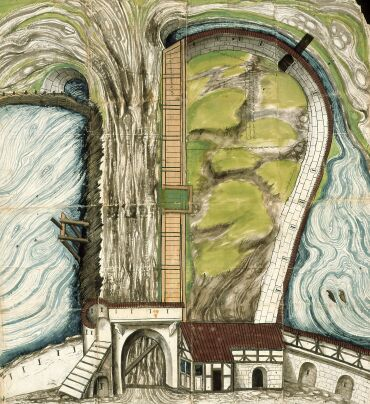
Fisierung zum Seewasen zu Stuttgart. Links der Büchsensee, rechts der Untere See

Die Fisierung zum Seewasen zu Stuttgart ist das älteste bekannte Bildzeugnis zu einem Bauprojekt in Stuttgart. Sie wurde 1566 vom herzoglichen Baumeister Albrecht Dretsch nach einer einmaligen Besichtigung des Geländes angefertigt.

## Bedeutung
Die kolorierte Tuschezeichnung ist 91 cm hoch und 85 cm breit und auf ihrer Rückseite betitelt. Das dabei verwendete Wort „Fisierung“ ist offenbar eine Fehlschreibung für den Begriff „Visierung“, der von dem lateinischen Wort videre abgeleitet und ab dem Mittelalter für Bestellzeichnungen, Skizzen, Pläne etc. verwendet wurde.
Die Darstellung zeigt, nach Nordwesten ausgerichtet, einen Plan des Seewasengeländes in Stuttgart. Zu erkennen sind das detailgetreu gezeichnete ehemalige Büchsentor in einem Teil der Stuttgarter Stadtmauer und dahinter das Mittlere Seewehr, das damals den Büchsensee vom Unteren See trennte, sowie die Verdolung des Vogelsangbaches zwischen den beiden Seen und ein Stellwehr.

## Bautätigkeit und Seen in Stuttgart im 16. Jahrhundert
Stuttgart wurde als Residenz der Herzöge von Württemberg im 16. Jahrhundert umgestaltet; repräsentative Bauten wurden errichtet oder erweitert. Dazu gehörten neben der Stadtmauer auch die Alte Kanzlei, der Arkadenhof des Alten Schlosses, das Neue Lusthaus und andere Gebäude.
Die Seen, die auf Dretschs Darstellung zu erkennen sind, waren jedoch älter: Durch Aufstauung des Vogelsangbaches, der beim Birkenkopf entspringt, wurden schon im Mittelalter mehrere Seen nördlich bzw. westlich des Stadtgebietes künstlich angelegt: Der Vogelsangsee, den Nikolaus Lenau 1832 in seinen Schilfliedern besang, befand sich dort, wo heute der Markt am Vogelsang zu finden ist, der Obere See etwa im Gebiet zwischen der heutigen Weimar- und der Seidenstraße, der Mittlere oder Büchsensee, der um 1390 angelegt wurde, zwischen der heutigen Seiden- und der Schloßstraße und der Untere See, der seit 1440 existierte, zwischen der heutigen Holzgarten- und der Schloßstraße. Der Büchsen- und der Untere See, die auf Dretschs Fisierung zu sehen sind, hatten eine Wasserfläche von etwa 2,7 bzw. 11 Hektar. Man nutzte sie zur Fischzucht, zum Waschen und als Reservoir für Löschwasser. Dretsch zeichnete nicht nur Fische in die Wasserflächen, sondern ließ darin auch zwei Schweine schwimmen. Ein Weg, der über den Damm des Büchsensees verlief und aus der Stadt heraus durch den herrschaftlichen Zimmerplatz und Holzgarten zu den Weinbergen außerhalb der Stadt führte, wurde Gegenstand eines Streites.

## Der Streit um das Bauprojekt
Herzog Christoph begann bald nach 1550, die Stadtmauer Stuttgarts zu erweitern und auszubauen. Nach Westen und Norden zu wurde dieses Bauwerk auf der Höhe der Seeufer gezogen. Zugleich sollte das Seewehr vor dem Büchsentor gesichert werden. Als Albrecht Dretsch im Jahr 1566 an diesem Projekt arbeitete, zog er sich den Unmut der Bürger zu. Überliefert ist ein Schreiben vom 16. August 1566 an den Herzog, in dem „Vogt, Bürgermeister und Gericht zu Stuttgart“ sich darüber beschweren, dass Dretsch die Arbeiter beauftragt habe, den Aushub auf einen Weg zu schütten, der an der Baustelle vorbeiführe. Dieser Weg sei dadurch unpassierbar geworden, der Herzog möge Dretsch anweisen, den Weg freizuhalten. 
Dretsch nahm am 17. August 1566 zu diesem Vorwurf Stellung, indem er zunächst die notwendigen Sicherungsmaßnahmen am Seewehr erläuterte. Das Wehr weise auf der Seite, die zum Büchsensee hin gelegen sei, erhebliche Schäden auf und müsse mit einem Mauerhaupt und Werkstücken fundamentiert werden. Er habe den Aushub zum Teil zwischen Werkhaus und Stadttor auf der anderen Seite des Wehres zur Verstärkung des Dammes hinabschütten lassen, was auch die Kosten für den Abtransport gespart habe. Der umstrittene Weg führe außerdem durch einen Zimmerplatz, der gar nicht der Stadt, sondern dem Herzog gehöre, und das Areal solle besser abgeriegelt werden, da das vorbeiziehende Volk ohnehin ständig Holzdiebstähle begehe. 
Um seine Argumentation anschaulich zu machen, fügte Dretsch dem Brief seine bildliche Darstellung, die Fisierung zum Seewasen, bei, die allerdings nicht unmittelbar aus diesem Anlass entstanden war, sondern schon vorher angefertigt worden war, um die vorgeschlagene Einfassung des Zimmerplatzes darzustellen. Dretschs Illustration zeigt einen Holzzaun, der den herrschaftlichen Zimmerplatz von dem Weg abtrennen sollte, und eine Steinmauer, die zum Unteren See hin denselben Zweck erfüllen sollte. Erkennbar sind außerdem die Faschinen, mit denen die Uferböschung des Büchsensees verstärkt wurde, und die Unterspülung am Damm, wo eine Steinfundamentierung für Abhilfe sorgen sollte.
Dretsch gab die Seen und das Gelände aus der Vogelschau, die Bauwerke jedoch in Seitenansicht wieder. Bei den projektierten Vorhaben trug er die Entfernungen und Maße in Ruten und Schuh ein.

## Geschichte und Bedeutung des Dokuments

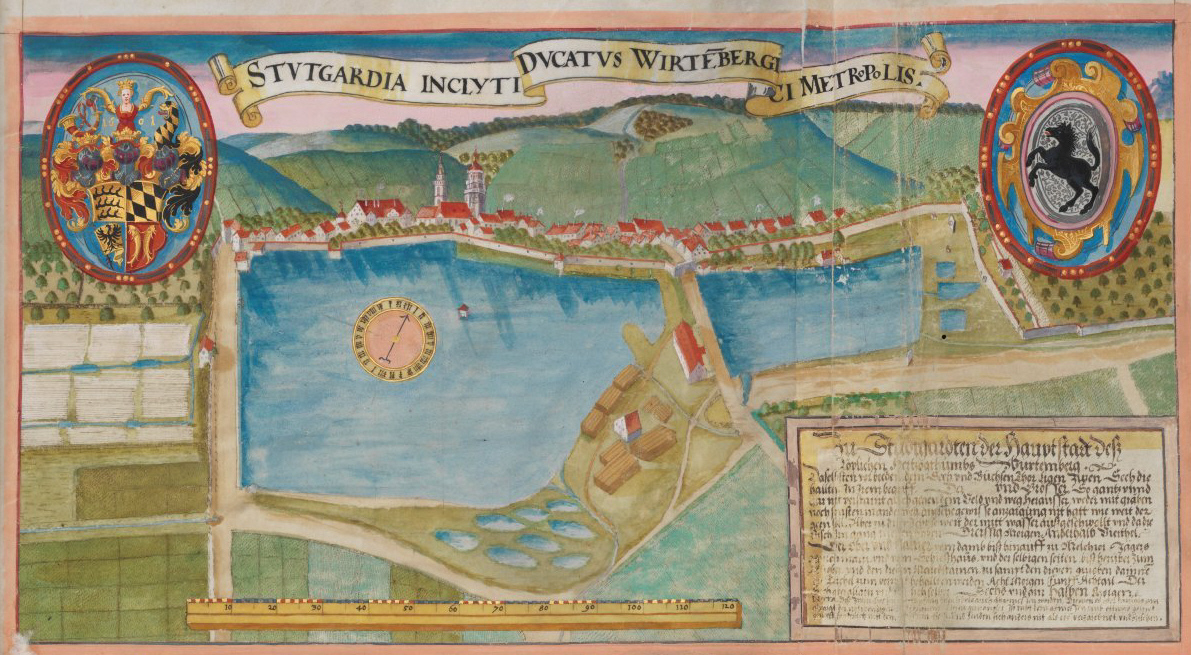
Jacob Rammingers Darstellung des Geländes im Seehbuch

Dretschs Darstellung war lange Zeit in Vergessenheit geraten. Sie befand sich zusammengefaltet in einem Aktenbüschel mit Schriftgut zu Stuttgarter Baumaßnahmen des 16. Jahrhunderts und kam erst wieder zum Vorschein, als der Archivbestand zu Stadt und Amt Stuttgart neu verpackt werden sollte. Nach ihrer Entdeckung wurde sie restauriert. Im Jahr 2002 wurde sie als Archivale des Monats vom Landesarchiv Baden-Württemberg ausgestellt.
Sie gibt Aufschluss über das Aussehen eines Teils von Stuttgart in der Mitte des 16. Jahrhunderts. Die beiden Seen und der Zimmerplatz mit Holzgarten, die auf der Fisierung zu sehen sind, wurden 1596 von Jacob Ramminger ein weiteres Mal bildlich dargestellt. Die Seen existieren heute nicht mehr: Sie wurden ab dem Beginn des 18. Jahrhunderts trockengelegt und im 19. Jahrhundert überbaut. Vom Vogelsangbach ist oberirdisch nicht mehr viel zu sehen. Nachdem ein alter Klinkerkanal, in dem seit 1907 sein Wasser geflossen war, sanierungsbedürftig geworden war, wurde im Jahr 2011 ein neuer unterirdischer Kanal in der Fritz-Reuter- und der Vogelsangstraße angelegt. Dieser Kanal folgt nun dem Straßenverlauf bzw. ist unter einer Grünanlage verlegt, während der alte auch unter privaten Grundstücken und sogar der Markthalle verlaufen war.